# Pistolet de départ

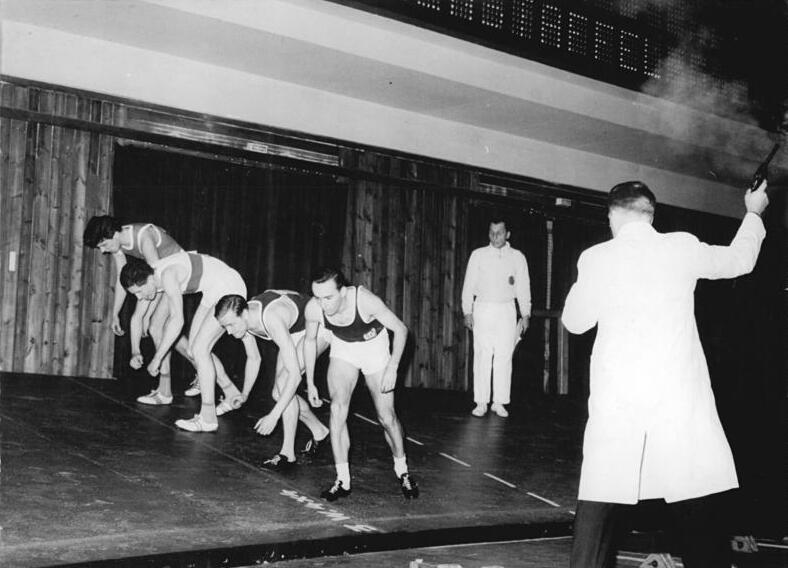
Un pistolet de départ utilisé lors d'une compétition en Allemagne de l'Est en 1961.

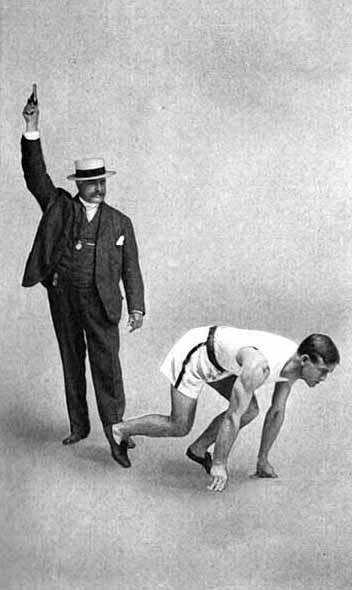
Un pistolet de départ utilisé aux Jeux olympiques de 1904.

Un pistolet de départ, appelé aussi pistolet de starter, est une arme de poing (généralement un revolver spécialement conçu) ou une arme factice dont la détonation est le signal de départ pour des courses sportives. Habituellement les compétitions locales, provinciales ou régionales utilisent un chronométrage manuel avec des pistolets de départ dont les cartouches à blanc remplies de poudre produisent un nuage de fumée visible lors du tir. Les cartouches remplies avec amorce sont utilisées pour le chronométrage électronique (compétitions nationales et internationales), le pistolet étant équipé d'un transducteur dont les deux filaments sont mis en vibration lors de la détonation et envoient un signal électronique au système de synchronisation. 
Le pistolet peut être à coup simple ou à coups multiples.

## Évolution
Le problème avec l'utilisation des pistolets de départ est que la détonation envoie un signal à la vitesse du son, environ 3 millisecondes par mètre, les concurrents les plus proches du starter entendant en premier la détonation. Ce problème est accru dans les courses où les coureurs au départ ne sont pas placés dans des couloirs les uns à côté des autres. Pour éviter ce problème, le pistolet est alors couplé à un microphone qui transmet le son aux haut-parleurs presque instantanément directement derrière chaque concurrent.

## Usage criminel
Des pistolets de départ avec des balles à blanc peuvent être détournés de leur fonction pour tirer à balles réelles ou pour ressembler à de véritables armes utilisées par des criminels.
La sécurité accrue après les attentats du 11 septembre 2001 a favorisé le développement du chronométrage entièrement automatisé (en) avec un pistolet de départ qui ressemble de moins en moins à une arme, tel l’« e-gun » construit par Omega, pistolet flash qui, au lieu du nuage de fumée, projette un rai de lumière et a été utilisé pour la première fois aux Jeux olympiques d'hiver de 2010.

### Sources
- (en) Cet article est partiellement ou en totalité issu de l’article de Wikipédia en anglais intitulé « Starting pistol » (voir la liste des auteurs).